# Георги Петков (политик, 1897)
Вижте пояснителната страница за други личности с името Георги Петков.
Георги Стоянов Петков е български политик и общественик.

## Биография
Георги Стоянов Петков е роден на 16 май 1897 г. в с. Божичен, Русенско, в семейството на Стоян Петков и Яна Желева. Женен е за Сийка Цонева. Имат 3 деца към 1944 г.
Основно образование получава в с. Божичен. Участва във войните. След Първата световна война стопанисва кръчма. През 1923 закупува вършачка и започва търговия със зърнени храни. Става общински съветник. От 1927 започва търговия със гориво-смазочни материали. Взема участие в обществения и стопанския живот. 10 години е член на УС на Популярна банка в Две Могили. Председател на КС на търговското сдружение. Подпредседател на Дружеството на бойците от фронта. Член на КС на читалището. Член на УС на кооперативната централа „Вършачка“.
За народен представител в XXV НС е избран и е член на земеделската комисия за дейността на Министерството на земеделието и държавните имоти.
Осъден на смърт от т.нар „Народен съд“ и разстрелян на 2 февруари 1945 г. Присъдата е отменена с Решение №243 на ВС от 12 април 1996 г.